# 114 Kassandra
114 Kassandra este un asteroid din centura principală, descoperit pe 23 iulie 1871, de Christian Peters.